# 高橋洋一 (経済学者)
髙橋 洋一（たかはし よういち、1955年〈昭和30年〉9月12日 - ）は、日本の経済学者、数量政策学者、元大蔵・財務官僚。学位は博士（政策研究）（千葉商科大学大学院・2007年）。嘉悦大学大学院ビジネス創造研究科教授、官僚国家日本を変える元官僚の会幹事長、株式会社政策工房代表取締役会長、NPO法人万年野党アドバイザリーボード。研究分野はマクロ経済学、財政政策、金融政策。
数学科出身の大蔵・財務官僚。経済学者、数量政策学者としての研究分野はマクロ経済学、財政政策、金融政策であり。第1次安倍晋三内閣においては経済政策のブレーンを務めた。自由民主党所属の衆議院議員・中川秀直のブレーンであったともされる。大阪維新の会のブレーンであり、かつては大阪市特別顧問も務めていた。YouTuberとしても活動。
大蔵省理財局資金第一課資金企画室長、プリンストン大学客員研究員、内閣府参事官（経済財政諮問会議特命）、総務大臣補佐官、内閣参事官（内閣総理大臣補佐官付参事官）、金融庁顧問、橋下徹市政における大阪市特別顧問、菅義偉内閣における内閣官房参与（経済・財政政策担当）などを歴任した。

## 経歴
1955年（昭和30年）、東京都豊島区巣鴨生まれ。東京都立小石川高等学校を経て、1978年（昭和53年）、東京大学理学部数学科卒業。幼少期から数学者となることを志し、同大学経済学部経済学科に学士編入学して籍を置きつつ、文部省統計数理研究所に非常勤研究員として勤めるが、諸事情により退職。
1980年（昭和55年）、東大経済学部を卒業後、大蔵省に入省。証券局総務課に配属される。
大蔵省関税局総務課企画係長を経て、1985年（昭和60年）国税庁高松国税局観音寺税務署長。大蔵省理財局資金第一課資金企画室長、プリンストン大学客員研究員、国土交通省国土計画局特別調整課長（財務省より出向）などを歴任した。
2001年（平成13年）に発足した小泉純一郎内閣において、経済財政政策担当大臣の竹中平蔵の補佐官となった。続いて2006年に発足した第1次安倍晋三内閣で公募による首相官邸政策スタッフとして、井上一徳や、白間竜一郎、清水康弘らとともに内閣参事官（内閣総務官室）に就任。2007年（平成19年）、千葉商科大学より博士（政策研究）の学位を取得（いわゆる論文博士）。学位請求論文は「財投・郵政・政策金融改革の経済分析：公的金融システムの大変革の理論と実践」である。2008年（平成20年）3月31日付で国家公務員を退官した。退官時まで内閣参事官であり、財務省には復職していない。
退官後の2008年（平成20年）4月に東洋大学経済学部総合政策学科教授に就任し、同年6月19日には「官僚国家日本を変える元官僚の会」を発起人の1人として設立。同年、著書『さらば財務省！』で、第17回山本七平賞を受賞した。
2009年に窃盗行為により東洋大学を免職（後述）。
2010年（平成22年）4月、嘉悦大学ビジネス創造学部教授に就任。2012年（平成24年）4月5日、大阪市特別顧問に就任。2012年（平成24年）10月1日、 インターネット上の私塾「髙橋政治経済科学塾」を開講。2021年現在、嘉悦大学における主な担当科目は金融論2である。
2020年10月、菅義偉内閣において内閣官房参与（経済・財政政策担当）となった（2021年5月まで）。

## 大蔵省1980年同期入省
| 氏名     | 出身大学            | 配属先               | 職歴 |
| -------- | ------------------- | -------------------- | --- |
| 稲垣光隆 | 東大法卒            | 大臣官房文書課       | 弁護士、金融情報システムセンター理事長 商工組合中央金庫代表取締役副社長 国税庁長官、関税局長 会計センター所長兼財務総合政策研究所長     |
| 枝廣直幹 | 一橋大経済卒        | 主計局総務課         | 福山市長 近畿財務局長 内閣官房内閣審議官（内閣官房副長官補付） 兼内閣官房地域活性化統合事務局長代理                                     |
| 大西一清 | 京大法卒            | 理財局総務課         | 滋賀銀行監査役 横浜税関長、大臣官房政策評価審議官 大阪税関長、名古屋税関長                                                              |
| 岸本周平 | 東大法卒            | 大臣官房調査企画課   | 和歌山県知事 衆議院議員 内閣府大臣政務官（国家戦略、経済財政を担当） 兼経済産業大臣政務官                                               |
| 木原隆司 | 一橋大商卒          | 国際金融局調査課     | ノースアジア大学教授 関東信越国税不服審判所長 アジア開発銀行研究所総務部長                                                              |
| 後藤茂之 | 東大法卒            | 理財局資金第一課     | 衆議院議員 経済再生担当大臣兼新しい資本主義担当大臣 兼感染症危機管理担当大臣兼経済財政担当大臣 厚生労働大臣、法務副大臣                 |
| 佐藤慎一 | 東大経済卒          | 大臣官房秘書課       | 国際保険振興会理事長、サントリーHD顧問 財務事務次官、主税局長、大臣官房長 大臣官房総括審議官、大臣官房秘書課長                          |
| 高橋洋一 | 東大理卒 東大経済卒 | 証券局総務課         | マクロ経済学者、嘉悦大学大学院教授 内閣官房参与（経済・財政政策担当）                                                                   |
| 寺田稔   | 東大法卒            | 主計局総務課         | 衆議院議員 総務大臣 内閣府副大臣兼総務副大臣                                                                                            |
| 西村善嗣 | 京大法卒            | 大臣官房文書課       | 弁護士 東京国税局長、国税庁次長兼税務大学校長 国税庁課税部長、関東信越国税局長                                                          |
| 林信光   | 東大法卒            | 国際金融局総務課     | 国際協力銀行代表取締役総裁、同行代表取締役副総裁 国税庁長官、理財局長 会計センター所長兼財務総合政策研究所長 国際復興開発銀行理事       |
| 森信親   | 東大教養卒          | 国際金融局国際機構課 | 東京大学大学院経済学研究科招請教授 日本金融経済リサーチ代表取締役 金融庁長官、金融庁監督局長、金融庁検査局長 金融庁総務企画局総括審議官 |

## 年表
- 1955年 - 東京都豊島区巣鴨で生まれる。
- 1974年 - 東京都立小石川高等学校を卒業。東京大学教養学部理科一類に入学。
- 1978年 - 東京大学理学部数学科を卒業。東京大学経済学部経済学科に学士編入学。学籍を置きつつ、文部省統計数理研究所に勤務。
- 1980年 - 幼なじみの女性と学生結婚。東京大学経済学部経済学科を卒業。
- 1980年4月 - 大蔵省に入省。証券局総務課に配属される。
- 1982年 - 財政金融研究所。日本開発銀行から出向中の竹中平蔵が上司。
- 1984年 - 大蔵省関税局総務課企画係長[15][26]。
- 1985年7月 - 高松国税局観音寺税務署長[15]。
- 1988年7月 - 大蔵省証券局業務課長補佐（企画担当）。
- 1994年 - 大蔵省理財局資金第一課長補佐。
- 1995年6月 - 大蔵省理財局資金第一課資金企画室長[27]。
- 1998年7月 - プリンストン大学客員研究員。
- 2001年7月 - 国土交通省国土計画局特別調整課長。
- 2003年
  - 7月 - 関東財務局理財部長。
  - 8月 - 兼内閣府参事官（経済財政諮問会議特命室）。道路公団改革を手掛ける。
- 2005年12月 - 財務省大臣官房付、（併任）総務省大臣官房参事官（大臣補佐官）、（命）内閣官房郵政民営化準備室参事官（簡保担当[28]）、（命）内閣府政策金融改革準備室参事官[29]。内閣府参事官（経済財政諮問会議特命室）を兼務[30]。『郵政民営化』、政府資産負債の改革、政府系金融機関の再編を手掛ける。
- 2006年
  - 4月 - 早稲田大学政治経済学部非常勤講師を兼務。
  - 9月 - 安倍晋三内閣の内閣参事官となり公務員制度改革を手掛ける。
- 2007年 - 千葉商科大学より博士（政策研究）の学位を取得。
- 2008年
  - 3月 - 国家公務員を退官[19]。
  - 4月 - 東洋大学経済学部総合政策学科教授、金融庁顧問。『さらば財務省！』で第17回山本七平賞を受賞。
- 2009年
  - 10月 - 株式会社政策工房を設立。同社代表取締役会長に就任。
- 2010年4月 - 嘉悦大学経営経済学部教授に就任。
- 2012年
  - 4月 - 大阪市長橋下徹の特別顧問に就任。
  - 10月 - インターネット上の私塾「髙橋政治経済科学塾」を開講。
- 2020年 - 菅義偉内閣の内閣官房参与（経済・財政政策担当）に就任。
- 2021年5月 - 内閣官房参与を辞任[31][32]。

## 不祥事

### 窃盗容疑
2009年（平成21年）3月30日、温泉施設のロッカーから高級腕時計などを盗んだとして、警視庁練馬署により窃盗容疑で書類送検された。警察によると、3月24日20時頃、東京都練馬区の温泉施設の脱衣所で、カギのかかっていないロッカーから現金5万円が入った財布や、数十万円相当の「ブルガリ」の腕時計を盗んだ疑いが持たれている。東京地方検察庁は同年4月24日、自らの犯行を認めた上で反省しており、かつ「被害品はすぐに戻され、既に社会的制裁も受けている」として、髙橋の起訴猶予を決定した。
その後、ネットメディアIWJの岩上安身から事件について取材を受け、専門家に協力を仰いでも事件の全容を把握することが困難であり、結果として書類送検はされたが起訴までは到らなかったと説明した。また、自身に対する陰謀の可能性があるとの考えも匂わせた。
後日、岩上は自身のX（旧Twitter）にて上記インタビュー記事を引用し、「さざ波で、参与をやめた高橋洋一氏は、時計泥棒を僕のインタビューの際、認めていた。民間人としてテキトーなことを言っている限り、好きにしていればいいが、こういう人物を参与に取り立てる菅政権は本当にどうかしている。」と投稿している。

#### 髙橋自身の主張
髙橋本人が述べる事件のあらましは以下の通りだという。2009年3月24日の夜、2晩の徹夜明けでもうろうとしたまま自宅に近い温泉施設に夫婦で訪れた。その際にロッカーで財布や腕時計の忘れ物を見つけ、後で届けるつもりでそのままにし、マッサージに出かけて2時間近く寝込み、マッサージから戻り、忘れ物を持ったまま施設を出ると外で警察が待ち受けており、刑事に「否認すると面倒になる」、「外には漏らさない」とし、現行犯逮捕しない条件の提示を受け容疑を認めたと主張している。

#### 影響
東洋大学は2009年4月20日付けで、「大学の品位を傷つけた」などとして高橋を懲戒免職処分にした。同大では「教育に携わる者として許し難い行為であり、改めて大学として深く謝罪する」とのコメントをウェブサイトで発表した。
2009年5月13日に出版された竹内薫との共著『バカヤロー経済学』については、髙橋の名前を外して出版された。
2009年9月30日出版の自著『恐慌は日本の大チャンス』において、髙橋は「事件は（窃盗ではなく）私のミスから始まった」とだけ述べ、多くの人に迷惑をかけたと反省し詫びるのみの言及に留めている。

#### 冤罪説
髙橋が官僚時代に竹中平蔵のもとで郵政民営化を推進し、財務省と対立して『さらば財務省！』を出版するなどの経歴があることから、霞が関の陰謀説や国策捜査ではという意見がある。
- 2009年7月5日に、竹内薫は自らのブログで、髙橋と会食時に事件の一部始終を聞き、「髙橋氏は、忘れ物の中にあった時計や金銭は見ておらず、防犯カメラが設置されていることも知っていた」ことを言及している。にもかかわらず、「痴漢のえん罪事件と同様に、顧問弁護士の意見に従って警察と司法取引せざるを得なかったとみて、髙橋氏は『シロ』だと信じている」と冤罪説を述べている[36]。この説について、2009年7月6日に、山本一郎は自らのブログで、竹内の主張を「不思議な議論」だと指摘、「『はいはい、国策捜査』とか『だから警察は信用できない』といった、しょうもない陰謀めいた話に毒されすぎているんじゃなかろうか」と疑問を述べている[41]。
- 2009年10月5日に、池田信夫は自らのブログで、「窃盗犯が犯行現場で2時間ものんびりマッサージを受けるとは考えにくい」と擁護している[36]。

### 著作権侵害
2016年2月2日から3月2日にかけて、幻冬舎ゴールドオンラインに連載された金森俊樹著『緊急レポート「減速」中国経済の実態を探る』の一部を引用元の記載なく、『中国GDPの大嘘』にて盗用したことを、嘉悦大学、及び出版元の講談社が認めた。経過報告書を提出した講談社は「高橋氏は中国経済にあまり明るくなく、講談社のデータマンが連載記事を見て用意した」と証言しているが、過去の判例で「著作権侵害の責任は著者にある」との判決があることからも、明確な著作権侵害である。

### 新型コロナウイルス感染症流行について
新型コロナウイルス感染症の流行を背景にして、大蔵省入省前に感染症数理モデルを研究する研究室の学生だったこともあると自称した。
高橋は2021年5月9日、日本と各国の感染者数を比較したグラフを示し、「日本はこの程度の『さざ波』。これで五輪中止とかいうと笑笑」とツイッターへ投稿した。5月24日、高橋は内閣官房参与を辞任した。上記投稿への批判を受けての事実上の引責辞任である。
2021年5月9日、新型コロナウイルスの新規感染者数を各国のそれと比較したグラフを用いて「日本はこの程度の『さざ波』。これで五輪中止とかいうと笑笑」と発言した。この発言に対し非難が相次ぎ、「高橋洋一内閣官房参与の更迭を求めます」というハッシュタグが日本のトレンド入りした。高橋を内閣官房参与に任命した内閣総理大臣だった菅義偉は「個人の主張についての答弁は控える」と発言の是非について言及を避けた。
2021年5月21日、高橋は自身のTwitterで「日本の緊急事態宣言といっても、欧米から見れば、戒厳令でもなく『屁みたいな』ものでないのかな」と投稿した。高橋は投稿で屁（へ）みたいなという表現について「日本の行動制限の弱さとの意味」と説明した。
なお、同月24日、一連のツイートについて「不適切であった」と認め謝罪し、内閣官房参与を同日付で辞任した。高橋洋一チャンネルに経緯を説明した動画が投稿されている。

## 主張

### 埋蔵金
2008年（平成20年）にはいわゆる「霞が関埋蔵金」が存在すると主張し、翌年に発生した世界金融危機に際しては、政府紙幣の大量発行によって景気回復を試みるよう提言した。

### 日本の財政について
財務省時代、日本国政府の「財務書類」（旧：貸借対照表）作成に一職員として携わったことがあるとしている。
また、アベノミクスから異次元金融緩和を続ける日銀は、各銀行から預け入れられる日銀当座預金を担保に、償還期限を迎えた大量の赤字国債を購入しており、バランスシート上も「負債額」と記載されているが、「債務性はない」と主張している。
日本の財政再建のためには、大胆な金融緩和によるリフレーション政策で経済を成長させ、税収の自然増を図るべきであると主張している。また2013年の時点で「日本は世界1位の政府資産大国」であり、国民1人あたり500万円の政府資産があり、売却すれば金融資産だけで「300兆円」になると主張している。自身が財務省のHPに「自国通貨建て国債のデフォルトは考えられない。」という文章作成に携わり、財政破綻することはないとしたが、自身は財政破綻は5年で1%以下と算出し、破綻の可能性は低いものの、あり得るとしている。

### 日本銀行批判
大蔵省在籍中から、日本銀行による金融政策への批判を繰り返してきた。構造改革論が盛んに論じられた2002年には、構造改革の模範と目されたニュージーランドがかつて、金融政策によってデフレーションに陥る危機を脱したことを指摘、インフレーション目標を採用しない日本銀行を批判した。
日本銀行はハイパーインフレーションを恐れ、紙幣の大量発行を拒否しているが、40兆円の需給ギャップがあるのでそうはならないとも主張している。
2012年現在の金融政策について、「日銀が100兆円ほどの量的緩和をすれば株価も5000円程上昇、そうしないと日本の景気回復（デフレ脱却）とはならない。今の日銀の5-10兆円での量的緩和では、海外からは見劣りし周回遅れである」と批判している。
アベノミクスの三本の矢で最も重要なのは「金融緩和である」としている。

### インフレーション率について
マネーストックは2年後のインフレーション率に影響があり、1969年度から2011年度を見ると、相関係数0.89となり、両者の相関関係は高いとしている。両者の関係式を書けば、
インフレ率 = -2.1 + 0.62 × 2年前のマネーストック増加率
になるという。

### 原子力発電
原発について「政府が出している資料には、再処理・廃棄・保険・技術開発コストが盛り込まれておらず、原発は太陽光や石油火力を除くと、もっともコストが高いエネルギー源になる。このことは、市場原理（発送電分離）を使えば原子力は自ずと価格競争力がなくなり、次第に衰退していくという意味になる」「他の発電方式の利用が可能であれば、原発を再稼働するより他の方法にするほうが合理的である。脱原発は低コストのエネルギーを使うわけで、成長促進効果がある」「脱原発の方向に進むと、エネルギー輸入で経常収支が赤字になって大変になるという情報があるが、経常収支赤字で金利が上がるわけでもなく、経済成長が阻害されるわけでもない。オーストラリア、カナダ、デンマークなどは長い間経常収支赤字であったが、経済成長できなかったわけでない」と述べている。また「国ではなく地元が中心となって考え、判断を下せばよい。現地に住んでいない人間が何を言っても説得力がない」と述べている。

### NHK改革
2020年11月から12月にかけて、夕刊フジ（zakzak）や週刊ポスト（マネーポスト）などの複数メディアにおいて、日本放送協会（NHK）は教育テレビ（Eテレ）の番組をネット配信にさせた上で空いた枠（周波数）を電波オークションにかけて、プラチナバンドとして携帯電話回線事業者に売却し、そこで得た収益などを放送センターの建て替えや受信料引き下げに充てるべきだと主張。また、NHKのBS部門を分割・民営化させ、総合テレビも放送法を改正した上でCMを流せるようにするべきとも述べている。

### 円安について
2022年10月以降に円安が進み、17日に1ドル=148円となったことについて、「1990年以来、32年ぶり」と言われるが、1990年の経済状況は、名目経済成長率が大体8%、実質経済成長率が5%。失業率が2%、インフレ率が3%ですごくいい状態で、何が悪いのか。自国通貨安は「近隣窮乏化政策」であり、日本回帰の絶好のチャンスである。これから海外進出を考えている企業にとってはデメリットであるが、すでに海外進出して投資回収している企業にとってはメリットであり、中小企業は輸入が多く、影響力の高い大企業は相対的に輸出が多いため自国通貨安はGDPへプラス効果であると述べている。

### 日本による植民地支配について
高橋は、日韓併合とその後の朝鮮における植民地支配に関して、「併合は対等に行われたものであり、植民地化とは異なる」として、併合後の朝鮮は日本の植民地には当たらないとの見解を示している。
これに関して高橋は、「英語の文献では、日韓併合のことを「アネクセイション」(annexation) と表現する。これは「植民地化」を意味する「コロナイゼーション」(colonization) とは概念が異なる」と述べている。しかし実際は、例えば、米国国務省のウェブサイトでは米国によるフィリピンの植民地化に関して「併合 (annex, annexation) 」と「植民地化 (colonize, colonization) 」という二つの言葉が区別されずに用いられていたり、ブリタニカ百科事典ではアフリカ南部の植民地化に関して「植民地として併合 (annex as a colony) 」と記述されたりしており、英語で「併合」と「植民地化」という用語が厳密に区別されているわけではない。
対等な合一を表す当時の日本語での用語は「併合」ではなく「合邦」であり、例えば、日本と朝鮮の対等な合一を唱えた樽井藤吉は、両国が対等に「合邦」したうえで国号を「日本」でも「朝鮮」でもない「大東」と改めるべきと主張していた。しかし実際に行われた朝鮮編入は対等な合一からはほど遠く、ゆえに当時の日本政府は対等な合一を意味する「合邦」という用語を嫌い、代わりに一方的な編入を意味する「併合」という用語を新たに用いた、と指摘される。
当時の日本による朝鮮統治に関しては、植民地の統治事務・監督を担う官庁である拓務省が管轄しており、当時の政府資料においても朝鮮は台湾・関東州・樺太と並んで「殖民地」として記載されていた。また、当時発行されていた『日本植民地要覧』においても、朝鮮は台湾・満州・樺太と並んで日本の植民地に含まれていた。当時の大日本帝国憲法は朝鮮や台湾では一部しか適用されず、内地とは異なり朝鮮や台湾では現地の住民に国政参政権は与えられなかった。また、内地では明治時代より義務教育が実施されていたが、朝鮮では義務教育は行われなかった。法律の施行も、内地と朝鮮では異なっていた。朝鮮半島地域研究を専門とする木村幹は、本国とは異なる統治が行われ、住民の権利も本国よりも制限されていたことを理由に、「現実の朝鮮半島や台湾等に引かれた統治体制は、明らかに内地とは異なるものであり、それが学術的定義に照らして「植民地」である事は誰の目にも明らか」であり、「これを植民地ではなかった、というのはほぼ不可能」と論じ、高橋の見解を否定している。

### 外国人労働者の受け入れについて
技能実習制度を廃止して、新たに「育成就労制度」を設ける政府の制度改正を、「実質的な移民法」であると批判している。この中で、「一部の国とは文化・風習が違いすぎるので、共生はできず、「外来種」に「在来種」が「駆逐」されるような事態が起きている」と述べ、生物種と人種・民族とを混同するかのような比喩を用いている。

## 関与したとされる政策

### 公務員制度改革
- 小泉、安倍、福田政権で天下り規制を含む公務員制度改革に関与[82][83][84]。

### 郵政民営化
- 郵政民営化担当相だった竹中の下で制度設計を担当[85][86]。

### ねんきん定期便
- 現在の年金制度の土台である2004年改正と創設に関与したと述べている[87]。

### 政策金融改革
- 2005年、小泉政権時代に内閣府主導の政策金融改革を担当[88][89]。

### 道路公団民営化
- 郵政民営化の舞台裏を取り仕切る傍ら道路公団の民営化にも携わったと述べている[90][91][92]。

### コア指数の導入
- 2006年、総務大臣補佐官時代に、それまで未公表であったコア指数（コアコアCPI）を自身が導入したと述べている[93][94]（ただし、2005年当時の日銀副総裁が本件について触れており、高橋の虚言である可能性は高い[95]）[誰によって?]。

### 行政改革推進法
- 2006年5月に参議院本会議で可決された法案を立案し、特別会計改革の道筋をつけたとする[90]。

### ふるさと納税
- 内閣府参事官時代に総務大臣の菅義偉から故郷の自治体に税金を納める方法を要望され、当時福井県知事であった西川一誠の故郷寄付金控除の案を元に高橋が法案を書いたと述べている[96][97]。

### e-Tax
- 財務省関連の税務申告のオンライン化のために企画設計に関与[98]。

### 10兆円大学ファンド
- 2021年から始まった研究開発10兆円ファンドの創設に関与[99]。

## 人物

### 学生時代
- 高校1年のときから受験生用の模試を受け、毎回ほとんどトップの成績[100]。数学はできすぎて教師から煙たがられ[100]、数学の授業には出なくていいと言われ、以後、出席を免除されたという[100]。

### 交友関係

#### 加藤寛
経済学者の加藤寛との出会いは1990年代初頭、当時大蔵省理財局資金運用部で財投郵貯を担当していた課長補佐時代に遡る。
郵政民営化の目処が立ったころ、髙橋は財務省を退官する決意を固め、加藤に今後について相談したところ、博士の学位の取得を勧められた。加藤自身が学長を務めていた千葉商科大学で「政策研究という新しい分野の博士号を創るから、私のところで取りなさい」と言われたという。髙橋は「政策研究は経済学や会計学、行政学といった各分野の知識を統合して政策立案・研究に役立てる学問で、幅広い知識が必要とされる。自分に向いている学問だと思いました」と述べている。
千葉商科大学に提出された学位請求論文「財投・郵政・政策金融改革の経済分析：公的金融システムの大変革の理論と実践」は2007年に『財投改革の経済学』として出版され、博士の学位を取得した翌年3月に髙橋は国家公務員を退官した。

#### 竹中平蔵
後の小泉内閣において経済政策を担当することになる経済学者の竹中平蔵の出会いは、1980年代前半に遡る。
1982年（昭和57年）、日本開発銀行（現在の日本政策投資銀行）から大蔵省・財政金融研究室（現在の財務総合政策研究所）に出向となった竹中は、当時同研究室に勤めていた髙橋の上司となった。その後、髙橋がプリンストン大学留学中の2001年（平成13年）2月にニューヨークで再会、直後に民間人閣僚として第1次小泉内閣の経済財政担当大臣に就任した竹中を同7月に訪ねたことをきっかけに、髙橋は竹中のブレーンとなった。
髙橋は小泉政権下で試みられた一連の構造改革、すなわち、日本道路公団の民営化、政策金融機関の改革、郵政民営化などに携わり、特に郵政民営化における4分社化や日本郵政公社の廃止後、直ちに商法会社（ゆうちょ銀行・かんぽ生命保険）へ移行させる措置などは髙橋のアイディアである。

#### 安倍晋三
安倍晋三のブレーンを務め、2006年に発足した第1次安倍内閣で公募による首相官邸政策スタッフとして、内閣参事官に任命された。また、第2次安倍内閣でもアベノミクスによる大規模な金融緩和や機動的な財政出動の理論的支柱となった。

#### 菅義偉
菅義偉のブレーンであり、2006年に菅が創設を表明したふるさと納税の制度設計に携わった。また、2009年には当時自民党選挙対策副委員長だった菅が設立した「政府紙幣・無利子国債の発行を検討する議員連盟」の初会合で講演するなど、菅とも関係性が近く、2020年10月には菅義偉内閣において経済・財政政策担当の内閣官房参与に任命された。

### 趣味
- 映画 - 荒唐無稽な内容を好む[102]。
- 自作PC[103][104] - メーカー製の物は買ったことがなく、自宅には何台もの自作PCがあるという[105]。
- コンピュータプログラミング[104]
- コンシューマーゲーム - 昔はシューティングゲームなどもしていたが反射神経が鈍くなってからはポケモンGOやあつまれ どうぶつの森等をプレイしている[105]。

## 著書

### 単著
- 『ケース・スタディによる金融機関の債権償却 新版』金融財政事情研究会、1994年。ISBN 978-4322223330。
- 『財投改革の経済学』東洋経済新報社、2007年。ISBN 978-4492620663。
- 『さらば財務省!-官僚すべてを敵にした男の告白-』講談社、2008年3月20日。ISBN 978-4062145947。[106]のち『さらば財務省！──政権交代を嗤う官僚たちとの訣別』講談社＋α文庫、2010年
- 『霞が関埋蔵金男が明かす｢お国の経済｣』文藝春秋〈文春新書〉、2008年5月20日。ISBN 978-4166606351。[107]
- 『霞が関をぶっ壊せ!』東洋経済新報社、2008年9月12日。ISBN 978-4492211793。[108]
- 『日本は財政危機ではない!』講談社、2008年。ISBN 978-4062150309。
- 『この金融政策が日本経済を救う』光文社、2008年。ISBN 978-4334034849。
- 『恐慌は日本の大チャンス 官僚が隠す75兆円を国民の手に』講談社、2009年。ISBN 978-4-06-215499-4。
- 『日本経済 ひとり負け』KKベストセラーズ、2010年5月。ISBN 978-4584132210。
- 『日本の大問題が面白いほど解ける本 シンプル・ロジカルに考える』光文社〈光文社新書〉、2010年5月。ISBN 978-4334035624。
- 『日本経済のウソ』筑摩書房〈ちくま新書〉、2010年8月。ISBN 978-4480065636。
- 『絶対よくなる!日本経済 スパッとわかる経済ニュースの大問題』アスコム、2010年8月。ISBN 978-4776206293。
- 『消費税「増税」はいらない! 財務省が民主党に教えた財政の大嘘』講談社、2010年12月。ISBN 978-4062166522。
- 『バランスシートで考えれば、世界のしくみが分かる』光文社、2011年2月。ISBN 978-4334035976。
- 『官愚の国』祥伝社、2011年3月。ISBN 978-4396613907。
- 『髙橋教授の経済超入門』アスペクト、2011年3月。ISBN 978-4757219052。
- 『この経済政策が日本を殺す 日銀と財務省の罠』扶桑社、2011年6月。ISBN 978-4594064242。
- 『日本の大問題が面白いほど解ける本〜シンプル・ロジカルに考える〜』光文社、2011年8月。ISBN 978-4334035624。
- 『財務省が隠す650兆円の国民資産』講談社、2011年10月。ISBN 978-4062172011。
- 『統計・確率思考で世の中のカラクリが分かる』光文社、2011年11月。ISBN 978-4334036454。
- 『数学を知らずに経済を語るな!』PHP出版社、2011年12月。ISBN 978-4569800424。
- 『日本経済の真相』中経出版、2012年2月。ISBN 978-4806143000。
- 『「借金1000兆円」に騙されるな!暴落しない国債、不要な増税』小学館、2012年4月。ISBN 978-4098251339。
- 『グラフで見ると全部わかる日本国の深層』講談社、2012年7月。ISBN 978-4062178914。
- 『大阪維新の真相』中経出版、2012年8月。ISBN 978-4806144632。
- 『日本人が知らされていない「お金」の真実』青春出版社、2012年9月。ISBN 978-4413038546。
- 『ニッポンの変え方おしえます:はじめての立法レッスン』春秋社、2013年2月。ISBN 978-4393657027。
- 『経済復活 金融政策の失敗から学ぶ』文芸社、2013年2月。ISBN 978-4286137490。
- 『アベノミクスで日本経済大躍進がやってくる』講談社、2013年3月。ISBN 978-4062952064。
- 『リフレが正しい。FRB議長ベン・バーナンキの言葉』中経出版、2013年5月。ISBN 978-4806147589。
- 『こうすれば日本はもの凄い経済大国になる 安倍内閣と黒田日銀への期待と不安』小学館、2013年6月。ISBN 978-4098251667。
- 『日銀新政策の成功は数式で全部わかる! -白黒はっきりつけよう!-』徳間書店、2013年6月。ISBN 978-4198636265。
- 『日本は世界1位の政府資産大国』講談社、2013年10月。ISBN 978-4062728232。
- 『財務省の逆襲-誰のための消費税増税だったのか』東洋経済新報社、2013年11月。ISBN 978-4492212127。
- 『バカな経済論』あさ出版、2014年1月。ISBN 978-4860636586。
- 『経済のしくみがわかる「数学の話」』PHP文庫、2014年7月。ISBN 978-4569762180。『数学を知らずに経済を語るな!』を改題
- 『成長戦略の罠』祥伝社、2014年8月。ISBN 978-4396615000。
- 『バカな外交論』あさ出版、2014年10月。ISBN 978-4860637057。
- 『アベノミクスの逆襲　―経済政策の“ご意見番”がこっそり教える―』PHP研究所、2014年11月。ISBN 978-4569821429。
- 『【図解】ピケティ入門 たった21枚の図で「21世紀の資本」は読める!』あさ出版、2015年2月。ISBN 978-4860637408。
- 『”まやかしの株式上場”で国民を欺く 日本郵政という大罪』ビジネス社、2015年10月。ISBN 978-4828418476。
- 『世界のニュースがわかる!図解地政学入門』あさ出版、2015年12月。ISBN 978-4860638207。
- 『戦後経済史は嘘ばかり』PHP研究所、2016年1月。ISBN 978-4569827926。
- 『数字・データ・統計的に正しい日本の進路』講談社、2016年2月。ISBN 978-4062729277。
- 『中国GDPの大嘘』講談社、2016年4月。ISBN 978-4062200707。
- 『マイナス金利の真相』KADOKAWA、2016年5月。ISBN 978-4046016645。
- 『【図解】図25枚で世界基準の安保論がスッキリわかる本』すばる舎、2016年7月。ISBN 978-4799105467。
- 『たった1つの図でわかる! 図解経済学入門』あさ出版、2016年8月。ISBN 978-4860639075。
- 『日本はこの先どうなるのか』幻冬舎、2016年8月。ISBN 978-4344029750。
- 『儲かる五輪　―訪れる巨大なビジネスチャンス―』KADOKAWA、2016年9月。ISBN 978-4040821054。
- 『これが世界と日本経済の真実だ』悟空出版、2016年9月。ISBN 978-4908117275。
- 『「年金問題」は嘘ばかり ダマされて損をしないための必須知識』PHP研究所、2017年3月。ISBN 978-4569835501。
- 『なぜ日本だけがこの理不尽な世界で勝者になれるの』KADOKAWA、2017年4月。ISBN 978-4046019400。
- 『「日経新聞」には絶対に載らない 日本の大正解』ビジネス社、2017年6月。ISBN 978-4828419619。
- 『大手新聞・テレビが報道できない「官僚」の真実』SBクリエイティブ、2017年7月。ISBN 978-4797393200。
- 『99%の日本人がわかっていない 国債の真実』あさ出版、2017年7月。ISBN 978-4860639945。
- 『いまさら聞けない! 「経済」のギモン、ぶっちゃけてもいいですか？』実務教育出版、2017年8月。ISBN 978-4788912946。
- 『日本を救う最強の経済論』扶桑社、2017年9月。ISBN 978-4594077884。
- 『ついにあなたの賃金上昇が始まる!　―2018～　世界と日本経済の真実―』悟空出版、2017年10月。ISBN 978-4908117411。
- 『朝鮮半島終焉の舞台裏』扶桑社、2017年12月。ISBN 978-4594078782。
- 『これが日本経済の邪魔をする「七悪人」だ!』SBクリエイティブ、2018年3月。ISBN 978-4797395341。
- 『なぜこの国ではおかしな議論がまかり通るのか メディアのウソに騙されるな、これが日本の真の実力だ』KADOKAWA、2018年3月。ISBN 978-4046022943。
- 『明解 会計学入門』あさ出版、2018年4月。ISBN 978-4866670638。
- 『「官僚とマスコミ」は噓ばかり』PHP研究所、2018年4月。ISBN 978-4569840680。
- 『「文系バカ」が、日本をダメにする　なれど"数学バカ"が国難を救うか』ワック、2018年5月。
- 『財務省を解体せよ!』宝島社、2018年6月。
- 『マスコミと官僚の小ウソが日本を滅ぼす』産経新聞出版、2018年7月。
- 『めった斬り平成経済史 失敗の本質と復活の条件』ビジネス社、2018年8月。
- 『愛国のリアリズムが日本を救う』育鵬社、2018年9月。
- 『米中貿易戦争で日本は果実を得る　2019～世界と日本経済の真実』悟空出版、2018年10月。
- 『未来年表人口減少危機論のウソ』扶桑社、2018年11月。
- 『図解 統計学超入門』あさ出版、2018年12月。
- 『ド文系大国日本の盲点　反日プロパガンダはデータですべて論破できる』三交社、2019年1月。
- 『「消費増税」は噓ばかり』PHP研究所、2019年2月。
- 『政治家も官僚も国民に伝えようとしない増税の真実』SBクリエイティブ、2019年3月。
- 『この数字がわかるだけで日本の未来が読める』KADOKAWA、2019年3月。
- 『日本の「老後」の正体』幻冬舎、2019年3月。
- 『財政破綻の噓を暴く 「統合政府バランスシート」で捉えよ』平凡社、2019年4月。
- 『ド文系ではわからない日本復活へのシナリオ』三交社、2019年5月。
- 『正しい「未来予測」のための武器になる数学アタマのつくり方』マガジンハウス、2019年5月。
- 『安倍政権「徹底査定」 景気回復を阻む輩の正体を暴く』悟空出版、2019年6月。
- 『「バカ」を一撃で倒すニッポンの大正解』ビジネス社、2019年7月。
- 『韓国、ウソの代償 沈みゆく隣人と日本の選択』扶桑社、2019年9月。
- 『外交戦:日本を取り巻く｢地理｣と｢貿易｣と｢安全保障｣の真実』あさ出版、2019年12月12日。ISBN 9784866671758。[109]
- 『高橋洋一、安倍政権を叱る!』悟空出版、2020年3月。
- 『明解 経済理論入門』あさ出版、2020年4月。
- 『FACTを基に日本を正しく読み解く方法』扶桑社〈扶桑社新書〉、2020年4月。
- 『漫画でわかった!　日本はこれからどうするべきか？』かや書房、2020年5月。
- 『「NHKと新聞」は噓ばかり』PHP新書、2020年6月。
- 『マスコミと官僚の「無知」と「悪意」』産経セレクト、2020年12月。
- 『武器になる経済ニュースの読み方』マガジンハウス、2021年1月。
- 『高橋洋一式デジタル仕事術』かや書房、2021年4月。
- 『国民のための経済と財政の基礎知識』扶桑社新書、2021年4月。
- 『給料低いのぜーんぶ日銀のせい』ワニブックスPLUS新書、2021年6月。
- 『嘘と感情論で封殺された5つの日本の真実』徳間書店、2021年7月。
- 『日本国民のための　明解　政治学入門』あさ出版、2021年7月。
- 『コロナ騒動で分かった!　数字を読めない「文系バカ」が日本をダメにする』WAC BUNKO、2021年8月。
- 『新・国債の真実』あさ出版、2021年9月。
- 『「経済オンチ」が日本を破壊する!　間違いだらけの「ド文系」経済政策』清談社Publico、2021年11月。
- 『岸田政権の新しい資本主義で無理心中させられる日本経済』宝島社、2022年1月。ISBN 978-4299025456。
- 『理系思考入門』PHP研究所、2022年3月。ISBN 978-4569851648。
- 『財務省、偽りの代償 国家財政は破綻しない』扶桑社〈扶桑社新書〉、2022年4月。ISBN 978-4594091262。
- 『データから真実と未来を見抜け!プーチンショック後の世界と日本』徳間書店、2022年5月2日。ISBN 9784198654085。[110]
- 『安倍さんと語った世界と日本』ワック、2022年9月1日。ISBN 9784898318713。[111]
- 『世界の「今」を読み解く!【図解】新・地政学入門～地理の政治学～』あさ出版、2022年12月。ISBN 978-4866674216。
- 『老後資金2000万円の大嘘』宝島社、2023年3月。ISBN 978-4299041166。
- 『増税とインフレの真実』秀和システム、2023年3月。ISBN 978-4798069180。
- 『国民をとことん貧しくする　日銀と財務省の大罪』ビジネス社、2023年3月。ISBN 978-4828425016。
- 『反アベノミクスという病（産経セレクトS031）』産経新聞出版、2023年4月。ISBN 978-4819114240。
- 『髙橋洋一のファクトチェック 2023年版（WAC BUNKO B380）』ワック、2023年4月。ISBN 978-4898318805。
- 『円安好況を止めるな!金利と為替の正しい考え方』扶桑社新書、2023年5月。ISBN 978-4594094119。
- 『経済オンチでもわかる!日本を好景気にするこれだけの提言』三交社、2023年5月。ISBN 978-4815542030。
- 『日本の常識は、世界の非常識!これで景気回復、安全保障は取り戻せるのか』徳間書店、2023年6月。ISBN 978-4198656133。
- 『たった1つの図でわかる!【図解】新・経済学入門』あさ出版、2023年6月。ISBN 978-4866675152。
- 『数字で話せ!「世界標準」のニュースの読み方』エムディエヌコーポレーション、2023年11月。ISBN 978-4295206224。
- 『髙橋洋一のファクトチェック 2024年版（WAC BUNKO B394）』ワック、2024年3月。ISBN 978-4898318942。
- 『60歳からの知っておくべき経済学』扶桑社新書、2024年4月。ISBN 978-4594097301。
- 『日本はどこに向かおうとしているのか　国家予算とデータから解き明かそう!』徳間書店、2024年8月。ISBN 978-4198658489。
- 『財務省亡国論』あさ出版[112]、2024年12月。ISBN 978-4866677217。
- 『高橋洋一のファクトチエック 2025年版 フェイクとおバカの見分け方（WAC BUNKO B420）』ワック[113]、2025年3月。ISBN 978-4898319208
- 『お金のニュースは嘘ばかり 厚労省・財務省から外国人投資家まで』PHP新書[114]、2025年6月。ISBN 978-4569859101。

### 共著
- 安部睦夫『不良債権償却必携』銀行研修社、1994年。ISBN 4-7657-3718-7。
- 池森俊文・武見浩充・長谷川芳春『ALM──アセットライアビリティマネジメント』銀行研修社、1996年。ISBN 4-7657-3792-6。
- 岩田一政・深尾光洋『財政投融資の経済分析』日本経済新聞社、1998年。ISBN 4-532-13148-0。
- 岩田規久男『まずデフレをとめよ』日本経済新聞社、2003年。ISBN 4-532-35030-1。
- 青木昌彦・鶴光太郎『日本の財政改革』東洋経済新報社、2004年。ISBN 978-4492394359。
- 江田憲司『霞が関の逆襲』講談社、2008年。ISBN 978-4062149556。[115]
- 江田憲司『脱藩官僚、霞ヶ関に宣戦布告!』朝日新聞出版、2008年。ISBN 978-4022504821。
- シュガー佐藤『マンガ霞が関埋蔵金』晋遊舎、2008年10月。ISBN 978-4883808533。
- 長谷川幸洋『百年に一度の危機から日本経済を救う会議』PHP研究所、2009年。ISBN 978-4569705521。
- 竹内薫『バカヤロー経済学』晋遊舎、2009年。ISBN 978-4883809172。 ※共著ではあるが出版直前に窃盗事件があったため全てのクレジットから名前が外され[36]、「先生」という匿名で対談する内容になっている。
- 竹内薫『鳩山由紀夫の政治を科学する:帰ってきたバカヤロー経済学』インフォレスト、2009年。ISBN 978-4861908293。 ※上記の続編、こちらでは共著者として名前が復活している。
- 須田慎一郎『偽りの政権交代 財務省に乗っ取られた日本の悲劇』講談社、2010年。ISBN 978-4062160513。
- 三橋貴明『大震災で日本は金持ちになるか、貧乏になるか』幻冬舎、2011年9月。ISBN 978-4344020351。
- 竹中平蔵/高橋洋一『アベノミクス-竹中平蔵×高橋洋一徹底対談!』KADOKAWA/中経出版、2013年3月15日。ASIN B00BN8DRPI。[116]

- 長谷川幸洋/麻木久仁子/高橋洋一『アベノミクスとTPP-キーワードは後白河法皇と合コンだ』講談社、2013年5月2日。ISBN 4064280652。[117]
- 若田部昌澄/高橋洋一『完全講義:リフレ戦記-アベノミクスはなぜ勝利できたのか-』講談社、2013年8月16日。ISBN 9784064280677。[118]
- ザイ編集部『めちゃくちゃうれてるマネー誌ZAiが作った世界で一番わかりやすいニッポンの論点10』ダイヤモンド社、2013年9月。ISBN 978-4478024447。
- 田中秀臣など『日本経済は復活するか』藤原書店、2013年10月。ISBN 978-4894349421。
- 竹中平蔵『日本経済のシナリオ』KADOKAWA/中経出版、2014年9月。ISBN 978-4046005922。
- 竹中平蔵 ほか『バブル後25-の検証』東京書籍、2016年4月。ISBN 978-4-487-80989-9。
- ぐっちーさん『勇敢な日本経済論』講談社、2017年4月。ISBN 978-4-06-288423-5。
- 田村秀男『日経新聞と財務省はアホだらけ』産経新聞出版、2018年12月。ISBN 978-4-8191-1353-3。
- 門田隆将『日本を覆うドリーマーたちの「自己陶酔」』ワック、2018年12月。ISBN 978-4-89831-788-4。
- 石平『髙橋洋一＆石平のデータとファクトで読み解くざんねんな中国』ビジネス社、2019年11月。ISBN 978-4-8284-2148-3。
- 渡邉哲也/高橋洋一『ポストコロナ｢新しい世界｣の教科書』徳間書店、2020年5月30日。ISBN 9784198650841。[119]
- 原英史/高橋洋一『国家の怠慢』新潮社、2020年8月19日。ISBN 9784106108723。[120]
- 田中秀臣/高橋洋一『日本経済再起動』かや書房、2020年12月1日。ISBN 9784910364025。[121]
- 石平/高橋洋一『天国と地獄に向かう世界』ビジネス社、2020年12月19日。ISBN 9784828422459。[122]
- 原英史/高橋洋一『スガノミクス:菅政権が確実に変える日本国のかたち』白秋社、2021年1月21日。ISBN 9784434284632。[123]
- 上念司/高橋洋一『｢数字に弱い｣日本人の超危険な生活』ビジネス社、2021年12月3日。ISBN 9784828423494。[124]
- 石平/高橋洋一『経済原理を無視する中国の大誤算』ビジネス社、2022年3月17日。ISBN 9784828423760。[125]
- 加谷珪一/熊野英生/須田慎一郎/高橋洋一『日銀利上げの衝撃』宝島社、2023年3月30日。ISBN 9784299041180。[126]
- 石平『中国経済崩壊宣言!』ビジネス社、2023年8月。ISBN 978-4-8284-2544-3。
- 原英史/高橋洋一『利権のトライアングル』産経新聞出版、2024年6月20日。ISBN 9784819114363。[127]

### 監修
- 『金融機関の不良債権償却必携』銀行研修社、1995年。ISBN 4765737187。
- 『国民が知らない霞が関の不都合な真実 全省庁暴露読本』双葉社、2012年7月。ISBN 978-4575304411。

### 訳書
- ジョン･コックス、マーク・ルービンシュタイン『オプション・マーケット』HBJ出版、1988年。ISBN 978-4833750370。
- ベン・バーナンキ『リフレと金融政策』日本経済新聞社、2004年1月26日。ISBN 978-4532350758。[128]

## メディア出演

### テレビ
- 朝まで生テレビ!（テレビ朝日）
- 淳と隆の週刊リテラシー（TOKYO MX）
- 教えて!ニュースライブ 正義のミカタ（朝日放送テレビ）
- 洋一TV〜平和ボケの日本に喝！〜（BSよしもと）

### ラジオ
- ザ・ボイス そこまで言うか!（ニッポン放送） - 2016年8月9日 - 2018年3月27日[注釈 5]
- 高嶋ひでたけのあさラジ!（ニッポン放送）
- 飯田浩司のOK! Cozy up!（ニッポン放送） - 2018年4月11日 - [注釈 6]
- 垣花正 あなたとハッピー!（ニッポン放送） - 2024年1月30日 - 月曜レギュラーコメンテーター

### インターネット動画配信
- 放言BARリークス〜酒と政治とおカネと女〜（DHCテレビ） - 2018年6月18日、25日
- やらまいか 〜真相はこうだ!〜（DHCシアター）
- 真相深入り!虎ノ門ニュース（DHCテレビ） - 2017年9月12日、12月5日、2018年3月5日他
- ニュース女子（DHCテレビ）
- 「怒っていいとも！！」、「怒れるスリーメン」他（文化人放送局）
- AbemaPrime（AbemaNews）
- 「闘論！倒論！討論！」、「FrontJapan桜」他 (チャンネル桜)
- フェイクニュース研究室（政策カフェ）
- 長谷川幸洋と高橋洋一のNEWSチャンネル
- ニューソク通信社
- 高橋洋一チャンネル[129]
- 堀江貴文ホリエモン - 2022年3月20日、同チャンネルで堀江貴文と対談し、タクシー乗車の際に常にカーナビが古く、行先を説明することに苦労したりナビゲーターを務めねばならず、さらには現金を持ち歩かないため、年配の運転手の場合、運賃の決済に際して手間がかかることがあるため、非常にストレスになることなどを吐露した[130]。
- 帰ってきた虎ノ門ニュース - 2023年
- ニッポンジャーナル（ニコニコチャンネル）